# George Ramogi
George Ramogi (1945-1997) était un musicien kényan d’origine luo et un des pionniers de la musique benga. Il a aussi été connu comme un bon vivant et ses nombreuses interprétations musicales dans tous les bars et les clubs de la province de Nyanza ont permis à cette musique de devenir un genre musical à part entière.
C'est dès 1963 qu'il commence à chanter, notamment avec Were Kery, mais c’est en 1965 qu’il fonde son 1er orchestre appelé Luo Sweet Band rebaptisé plus tard Continental Kilo Jazz Band mais plus communément connu sous le nom de C.K. Jazz. Le noyau des fondateurs du groupe a joué ensemble, par intermittence, jusqu’à la mort de Ramogi en 1997. L’orchestre est alors dissous et ses musiciens n’ont jamais plus joué ensemble.
En 1994, un petit groupe de la diaspora kényane des États-Unis d’Amérique a réuni de l'argent pour amener Ramogi en tournée. C’est avec son second orchestre C.K. Dumbe Dumbe Jazz Band créé en réponse à l’orchestre zaïrois Orchestra Lipua Lipua qu’il s’y rend.
L’album 1994 USA Tour - Safari ya Ligingo, enregistré aux États-Unis, est une conséquence de cette tournée et, en fait, contient des chansons d'éloge pour plusieurs des personnes qui ont organisé le périple musical américain. Bien que la production ne soit pas des plus sophistiquées, la musique benga enregistrée est l’une des plus authentiques qui soit. La cassette audio 1994 USA Tour 2 contient plus de chansons de la même session d'enregistrement et est de meilleure qualité.
Ramogi était également reconnu par ses enregistrements avec d'autres musiciens kényans comme Were Kery, Ochieng Kabaselleh, Daniel Owino Misiani et Tom Kodiyo.